# Robert Crais
Robert Crais (* 20. června 1953 v Independence, Louisiana, USA) je americký spisovatel, autor detektivních románů, z nichž mnohé obdržely literární ceny. Jeho dílo je překládáno i do češtiny.

## Život
Narodil se v Independence v Louisianě, poblíž Baton Rouge. Jeho otec pracoval v ropné rafinerii, vyrůstal jako jedináček.. Než začal psát, studoval na Státní univerzitě v Louisianě strojní inženýrství. V roce 1976 se přestěhoval do Hollywoodu, kde se uplatnil jako scenárista televizních seriálů a filmů, např. Hill Street Blues, Cagney & Lacey a Miami Vice. Za scénář k Hill Street Blues získal nominaci na cenu Emmy.
V polovině 80. let začal psát romány. Roku 1987 uveřejnil první z nich s názvem The Monkey's Raincoat, za který obdržel Anthony Award za nejlepší prvotinu. V tomto románu už vystupují dva protagonisté jeho pozdějších románů: soukromý detektiv Elvis Cole a jeho přítel Joe Pike. Jedním z hlavních témat Craisových románů je čest a osobní integrita jako základní životní hodnota. V roce 2005 byl zfilmován jeho román Rukojmí v hlavní roli s Bruce Willisem. Crais žije v Santa Monica v Kalifornii.